# Vidin (huyện)
Vidin là một huyện thuộc tỉnh Vidin, Bungaria. Dân số thời điểm năm 2001 là 77500 người.